# Elezioni generali nel Regno Unito del dicembre 1910
Le elezioni generali nel Regno Unito del dicembre 1910 si svolsero dal 3 al 19 del mese. Furono le ultime elezioni generali britanniche a tenersi in più giorni e le ultime a tenersi prima della prima guerra mondiale (1914–18).
Le elezioni si tennero mentre il governo liberale cercava di approvare il bilancio, con tasse più alte per i ricchi. La legge fu bloccata alla Camera dei lord, e il governo indisse nuove elezioni per ottenere un nuovo mandato per il Parliament Act 1911, che avrebbe impedito definitivamente alla Camera dei lord di bloccare le leggi. Dopo che i liberali ebbero ottenuto una stretta maggioranza, la Camera dei lord diede il via libera alla legge, e il bilancio fu approvato.
I conservatori, guidati da Arthur Balfour insieme ai loro alleati liberali unionisti, e il Partito Liberale guidato da Herbert Henry Asquith, non riuscirono a superare l'impasse prodotta dalle elezioni del gennaio 1910, con i conservatori che ottennero nuovamente il maggior numero di voti. I liberali di Asquith formarono un governo con il sostegno dei nazionalisti irlandesi. Queste furono le ultime elezioni in cui i liberali ottennero la maggioranza dei voti alla Camera dei comuni; furono anche le ultime elezioni britanniche in cui un partito diverso da conservatori e laburisti ottenne il maggior numero di seggi, fino alle elezioni europee del 2014.

## Risultati

Partiti vincitori nei singoli collegi elettorali.

| Liste | Liste                             | Voti      | %     | Variazione % | Seggi | Variazione seggi |
| ----- | --------------------------------- | --------- | ----- | ------------ | ----- | ---------------- |
|       | Conservatore e Liberale Unionista | 2.270.753 | 46,6% | 0,3%         | 271   | 1                |
|       | Liberale                          | 2.157.256 | 44,2% | 0,7%         | 272   | 2                |
|       | Laburista                         | 309.963   | 6,4%  | 0,6%         | 42    | 2                |
|       | Parlamentare Irlandese            | 90.416    | 1,9%  | 0,7%         | 74    | 3                |
|       | All-for-Ireland                   | 30.322    | 0,6%  | 0,2%         | 8     | 0                |
|       | Federazione Social Democratica    | 5.733     | 0,1%  | 0,1%         | 0     | 0                |
|       | Indipendenti Conservatori         | 4.647     | 0,1%  | —            | 1     | 0                |
|       | Indipendenti Liberali             | 1.946     | 0,0%  | —            | 0     | 1                |
|       | Proibizionisti Scozzesi           | 913       | 0,0%  | —            | 0     | —                |
|       | Indipendenti Nazionalisti         | 911       | 0,0%  | —            | 2     | 1                |
|       | Indipendenti                      | 57        | 0,0%  | —            | 0     | —                |

|                                   |                                   |  |        |        |
| --------------------------------- | --------------------------------- |  | ------ | ------ |
| Conservatori e Liberali Unionisti | Conservatori e Liberali Unionisti |  | 46,57% | 46,57% |
| Liberali                          | Liberali                          |  | 44,23% | 44,23% |
| Laburisti                         | Laburisti                         |  | 6,36%  | 6,36%  |
| Parlamentari Irlandesi            | Parlamentari Irlandesi            |  | 1,85%  | 1,85%  |
| Indipendenti                      | Indipendenti                      |  | 0,23%  | 0,23%  |
| Altri                             | Altri                             |  | 0,78%  | 0,78%  |

|                                   |                                   |  |       |       |
| --------------------------------- | --------------------------------- |  | ----- | ----- |
| Liberali                          | Liberali                          |  | 40,6% | 40,6% |
| Conservatori e Liberali Unionisti | Conservatori e Liberali Unionisti |  | 40,5% | 40,5% |
| Parlamentari Irlandesi            | Parlamentari Irlandesi            |  | 11,0% | 11,0% |
| Laburisti                         | Laburisti                         |  | 6,36% | 6,36% |
| All-for-Ireland                   | All-for-Ireland                   |  | 1,2%  | 1,2%  |
| Indipendenti                      | Indipendenti                      |  | 0,5%  | 0,5%  |